# Tricentra debilis
Tricentra debilis är en fjärilsart som beskrevs av Paul Dognin 1906. Tricentra debilis ingår i släktet Tricentra och familjen mätare. Inga underarter finns listade i Catalogue of Life.